# Michael Grant (Boxer)
Michael Anthony Grant (* 4. August 1972 in Chicago) ist ein US-amerikanischer Schwergewichtsboxer.

## Amateur
Er bestritt nur zwölf Kämpfe, von denen er elf gewann. Seine einzige Niederlage erlitt er gegen Derrick Jefferson.

## Profikarriere
Der sehr große und muskulöse Grant gab 1994 sein Profidebüt. Grants Hauptwaffe war und ist seine Schlaghand. Sein Trainer war der Holyfield-Coach Don Turner.
In der Aufbauphase besiegte er 1996 Corey Sanders (nicht zu verwechseln mit dem Südafrikaner Corrie Sanders), Ross Puritty und 1997 Lionel Butler, der sich zuvor durch KO-Siege gegen James „Bonecrusher“ Smith und Tony Tubbs einen Namen gemacht hatte. Anschließend war er der erste Boxer, der den früheren Cruisergewichtsweltmeister Alfred Cole vorzeitig schlagen konnte. Im nächsten Kampf gewann er gegen den Kubaner Jorge Luis González durch Erstrunden-KO.
Nach einem weiteren KO-Sieg gegen David Izon wurde er 1998  vom "Ring Magazine" bereits unter den Top 10 geführt. Auch Obed Sullivan, später Weltmeisterschaftsgegner von Vitali Klitschko, ging gegen Grant erstmals in seiner Karriere KO.
1999 besiegte er Lou Savarese klar nach Punkten, hatte ihn zweimal am Boden und fast KO, bekam für die Leistung jedoch schlechte Kritiken. Erstmals schien sein kometenhafter Aufstieg gebremst. Dennoch kam er aufs Titelbild der englischen Zeitschrift Boxing Monthly. Er war erst 26 Jahre alt und in 30 Kämpfen ungeschlagen.
Die Sorgen wuchsen allerdings, als er gegen Andrzej Gołota nicht nur zweimal in der ersten Runde zu Boden musste, sondern auch in der Folge klar beherrscht wurde. Grant gelang in der zehnten Runde dann doch noch der vorzeitige Sieg, als Gołota, nach Punkten klar führend, infolge eines Niederschlags den Kampf aufgab. Dies wurde aber eher Gołotas labiler Psyche zugeschrieben. Durch diesen Sieg stieg er zum Pflichtherausforderer des Weltmeisters Lennox Lewis auf. Trotz der durchwachsenen Leistung gegen Gołota schätzten ihn viele Experten sogar gegen  Lewis als Favoriten ein, deuteten den Sieg über Gołota als Ausdruck seines Kämpferherzens.
In dem Weltmeisterschaftskampf gegen Lewis am 29. April 2000 hatte er jedoch keine Chance, wurde in der ersten Runde mehrfach zu Boden geschlagen und ging schließlich nach einem Aufwärtshaken in der zweiten Runde KO. Nach dieser schweren Niederlage schaffte er es nie mehr in die Weltspitze und konnte nicht annähernd an frühere Leistungen anknüpfen.
Bei einem Comeback-Kampf mehr als ein Jahr später gegen Jameel McCline verletzte er sich früh am Bein und musste in der ersten Runde aufgeben. Spätestens seit diesem Kampf wirkte er stark verunsichert.
Er schlug sieben Aufbaugegner KO, bis er 2003 gegen den damals ungeschlagenen Dominick Guinn antrat. In diesem Kampf merkte man deutlich, dass Grant seinen Zenit schon weit überschritten hatte; Guinn machte den Kampf seines Lebens und schlug Grant KO.
Grant gewann drei Kämpfe gegen durchschnittliche Aufbaugegner und war anschließend zwei Jahre lang inaktiv. 2007 und 2008 boxte er gegen Aufbaugegner und konnte sie problemlos besiegen. Wieder war Grant anderthalb Jahre lang inaktiv. Im Jahr 2010 boxte er gegen Tomasz Adamek und verlor über zwölf Runden nach Punkten. Im folgenden Jahr knockte er Tye Fields in der dritten und Francois Botha in der zwölften Runde klassisch aus. Nach erneuter anderthalbjähriger Inaktivität, traf er im Mai 2013 auf Carlos Takam. Takam schlug ihn durch technischen Knockout in Runde 8.
Im Oktober 2014 war ein Kampf zwischen Manuel Charr und Samuel Peter geplant; Peter musste den Kampf ziemlich kurzfristig absagen, so war man auf der Suche nach einem Gegner für Charr. Der 42 Jahre alte Grant sprang schließlich ein. Dieser war 17 Monate lang inaktiv gewesen, hatte eine Vorbereitungszeit von nur drei Tagen und wirkte unmotiviert. Grant gab den Kampf aufgrund konditioneller Probleme nach der fünften Runde auf.